# Pachnoda kiellandi
Pachnoda kiellandi är en skalbaggsart som beskrevs av Rigout 1989. Pachnoda kiellandi ingår i släktet Pachnoda och familjen Cetoniidae. Inga underarter finns listade i Catalogue of Life.